# Менду III Нуніш
Менду III Нуніш (порт. Mendo Nunes, ісп. Menendo Núñez; бл. 1020–1050/1054) — граф Португалії в 1028—1050/1054 роках.

## Життєпис
Походив з роду Вімарано Переш. Старший син графа Португалії Нуну I та Ілдуари Мендіш. Народився близько 1020 року. Після загибелі батька у 1028 році став співграфом разом з матір'ю. Втім, в значній мірі графством керувала саме Ілдуара.
У 1037 році Фернандо I переміг короля Кастилії Бермудо III і захопив королівство Леон. За помилковими відомостями в битвах з кастильцями загинув Мендо III. В дійсності ж він продовжував панувати в Португалії і спільно з матір'ю, що спиралася на підтримку галісійської і леонської знаті, протистояв централізаторським намірам нового короля Леону Фернандо I. Останній намагався приборкати графа Португалії та його сусідів, посилюючи міста, призначаючи своїх суддів, консулів та альгасилів.
У 1043 році після зречення матері став одноособовим володарем Португальського графства. Активно протистояв королю до самої смерті (цьому сприяло те, що Менду III був стриєчним братом дружини Фернандо I). Помер на думку Хосе Маттосо у 1050 році, Альфонсо Санчеса Кандейри — 1054 року. Більшість вважає, що Менду III було вбито, але обставини цього невідомі. Спадкував Портукале його син Нуну II Мендіш.